# Абу Абдуррахман ас-Сулями аль-Куфи
Абу Абдуррахман Абдуллах ибн Хабиб ас-Сулями (араб. أبو عبد الرحمن عبد الله بن حبيب السلمي‎; не позднее 632 — не ранее 693 и не позднее 695, Эль-Куфа) — передатчик хадисов, чтец Корана.

## Биография
Его полное имя: Абу ‘Абдуррахман ‘Абдуллах ибн Хабиб ибн Раби‘а ас-Сулями аль-Куфи (араб. أبو عبد الرحمن عبد الله بن حبيب بن ربيعة السلمي‎). Родился при жизни пророка Мухаммада. Его отец, Хабиб ибн Рабиа ас-Сулями, был сподвижником Мухаммада. Считается, что Абу Абдуррахман ас-Сулами умер либо в 73 году хиджры (692/693 г.), либо в 74 году хиджры (693/694 г.) в Эль-Куфе.
Абу Абдуррахман ас-Сулами был чтецом Корана. Обучался чтению Корана у Усмана ибн Аффана, Али ибн Абу Талиба, Зайда ибн Сабита, Абдуллаха ибн Масуда и Убайя ибн Кааба.
Среди его учеников были: Асима ибн Абу ан-Наджуда, Яхья ибн Ватаба, Ата ибн ас-Саиба, Абдуллах ибн Иса ибн Абдуррахман ибн Абу Ляйля, Мухаммад ибн Абу Айюб, Амир аш-Шааби и Исмаиль ибн Абу Халид. Начиная с эпохи правления Усмана ибн Аффана и до самой смерти он проводил занятия по чтению Корана Большой мечети Эль-Куфы. Абу Абдуррахман ас-Сулями никогда не брал плату за чтение Корана.
Абу Абдуррахман ас-Сулами был передатчиком хадисов. Он передавал со слов: Умара ибн аль-Хаттаба, Усмана ибн Аффана, Абдуллаха ибн Масуда, Хузайфы ибн аль-Ямана, Халида ибн аль-Валида, Саада ибн Абу Ваккаса, Абу Мусы аль-Ашари, Али ибн Абу Талиб, Абу ад-Дарды и Абу Хурайры. От него передавали: Асим ибн Абу ан-Нуджуд, Абу Исхак ас-Субайи , Алькама ибн Мартад, Ата ибн ас-Саиб Ибрахим ибн Язид ан-Нахи, Исмаиль ибн Абдуррахман ас-Сади, Саад ибн Убайда, Саид ибн Джубайр, Усман ибн аль-Мугира ас-Сакафи, Кайс ибн Вахб, Муслим аль-Батин, Абу Хусейн аль-Асади и др.